# Pena di morte in Svezia
La pena di morte in Svezia fu praticata fino al 1910. Fu abolita nel 1921 per i reati commessi in periodo di pace e nel 1973 per tutti i tipi di reato.

## Storia
Originariamente i nobili condannati a morte venivano decapitati con la spada, mentre i popolani con l'ascia, oppure venivano impiccati. Nel Settecento sia i popolani sia i nobili venivano decapitati ugualmente con l'ascia. All'epoca la pena di morte era prevista anche per reati come la falsificazione.
Nell'Ottocento ogni provincia svedese aveva un proprio boia. Tra il 1800 e il 1866 in Svezia furono eseguite ben seicentoquarantaquattro sentenze capitali.
Nel 1864 viene riformato il Codice Penale e vengono ristretti i casi in cui viene sanzionata la pena di morte. Tra il 1866 e il 1910 in Svezia si eseguirono quindici sentenze capitali. Agli inizi del Novecento la Svezia aveva un unico boia per tutta la nazione, Albert Gustav Dahlman. Nel 1906 venne introdotta la ghigliottina.

## Ultime esecuzioni (1866-1910)
1866
- Jonas Magnus Jonasson Borg
- Petter Hedin

1872
- Karl Otto Andersson

1876
- Gustav Adolf Eriksson Hjert
- Conrad Pettersson Lundqvist Tektor

1879
- Anders Larsson

1882
- Johan Erik Österman
- Carl August Andersson

1887
- Nils Peter Hagström

1890
- Anna Mansdotter

1893
- Per Johan Pettersson

1900
- Theodor Sallrot
- Lars Nilsson
- John Filip Nordlund

1910
- Alfred Ander